# 6. Kavallerie-Brigade (Deutsches Kaiserreich)
Die 6. Kavallerie-Brigade war ein Großverband der Preußischen Armee.

## Geschichte
Die 6. Kavallerie-Brigade wurde am 5. September 1818 als Kavallerie-Brigade der 6. Division in Düsseldorf aufgestellt und am 22. Dezember 1819 in 6. Kavallerie-Brigade umbenannt. Sie war Teil der 6. Division, die dem III. Armee-Korps zugeordnet war. Mit der Mobilmachung wurde sie am 2. August 1914 für die Dauer des Ersten Weltkrieges aufgelöst und dabei das Kürassier-Regiment Nr. 6 aufgeteilt als Divisions-Kavallerie der 22. Infanterie-Division und 38. Infanterie-Division zugewiesen. Das Husaren-Regiment Nr. 3 kam als Divisions-Kavallerie zur 5. Division und 6. Division.

### Standorte
- 1818 bis 1829 Düsseldorf
- 1820 bis 1851 Torgau
- 1851 bis 1866 Brandenburg an der Havel
- 1866 bis 1871 Berlin
- 1871  bis 1873 als Okkupationsarmee in Frankreich
- 1873 bis 1919 Brandenburg an der Havel[1]

### Gliederung
- 1820 bis 1823

2. Dragoner-Regiment (Brandenburgisches) und 3. Husaren-Regiment (Brandenburgisches)
- 1823 bis 184

6. Kürassier-Regiment Großfürst Nikolaus und 3. Husaren-Regiment
- 1850

6. Kürassier-Regiment (genannt Kaiser von Rußland) und 8. Husaren-Regiment
- 1851

6. Kürassier-Regiment (genannt Kaiser von Rußland) und 3. Husaren-Regiment
- 1852 bis 1859

Wie vor, zusätzlich  6. schweres Landwehr-Reiter-Regiment und 3. Landwehr-Husaren-Regiment
- 1860 bis 1866

Brandenburgisches Kürassier-Regiment (Kaiser Nikolaus I. von Rußland) Nr. 6, Brandenburgisches Husaren-Regiment (Zietensche Husaren) Nr. 3, 2. Brandenburgisches Ulanen-Regiment Nr. 11, 6. schweres Landwehr-Reiter-Regiment, 3. Landwehr-Husaren-Regiment
- 1867:

Brandenburgisches Kürassier-Regiment (Kaiser Nikolaus I. von Rußland) Nr. 6, Brandenburgisches Husaren-Regiment (Zietensche Husaren) Nr. 3, Schleswig-Holsteinisches Ulanen-Regiment Nr. 15, 6. schweres Landwehr-Reiter-Regiment, 3. Landwehr-Husaren-Regiment, Landwehr-Escadron Wrietzen Nr. 35
- 1868 bis 1869

Wie vor, ohne Landwehr-Regimenter
- 1871 bis 1889

Brandenburgisches Kürassier-Regiment (Kaiser Nikolaus I. von Rußland) Nr. 6, Brandenburgisches Husaren-Regiment (Zietensche Husaren) Nr. 3, 2. Brandenburgisches Ulanen-Regiment Nr. 11
- 1890 bis 1914

Wie vor, ohne Ulanen-Regiment Nr. 11

### Deutsch-Dänischer Krieg 1864
Im Deutsch-Dänischen Krieg wurde die Brigade von General Eduard Moritz von Flies geführt.

### Deutscher Krieg 1866
Im Krieg Preußens gegen das Kaisertum Österreich nahm die Brigade unter Führung des Generalmajors Eduard Moritz von Flies an den Kämpfen teil.

### Deutsch-Französischer Krieg 1870/1871
Mit Beginn des Krieges gegen Frankreich übernahm General  Richard von Mirus das Kommando über die Brigade und führte sie in den
Schlachten bei Noisseville, Amiens, Bapaume und Saint-Quentin sowie in den Gefechten bei Borny und Querrieux.

### Brigadekommandeure
| Name                                      | Datum                                                  |
| ----------------------------------------- | ------------------------------------------------------ |
| Karl Heinrich Emil Alexander von Borstell | 26. Oktober 1818 bis 29. März 1830                     |
| Ludwig Adolf Wilhelm von Lützow           | 30. März 1830 bis 29. März 1836                        |
| Wilhelm von Tietzen und Hennig            | 30. März 1836 bis 29. März 1844                        |
| Woldemar von Hanneken                     | 30. März 1844 bis 14. September 1849                   |
| Johann von Giese                          | 15. September 1849 bis 17. April 1850                  |
| Wilhelm von Barby                         | 18. April 1850 bis 19. Juli 1854                       |
| Adolf Lauer von Münchhofen                | 20. Juli 1854 bis 26. Oktober 1856                     |
| Wilhelm Messerschmidt von Arnim           | 27. Oktober 1856 bis 19. Juni 1859                     |
| Eduard Moritz von Flies                   | 20. Juni 1859 bis 20. November 1864                    |
| Wilhelm zu Mecklenburg                    | 21. November 1864 bis 22. Mai 1871                     |
| Richard von Mirus                         | 18. Juli 1870 bis 22. Mai 1871                         |
| Ulrich von Barnekow                       | 23. Mai 1871 bis 12. Juni 1874                         |
| Karl von Hymmen                           | 13. Juni 1874 bis 11. November 1878                    |
| Friedrich von der Goltz                   | 12. November 1878 bis 14. Mai 1883                     |
| Friedrich Graf von Waldersee              | 15. Mai 1883 bis 13. März 1884                         |
| Heinrich von Hagen                        | 14. März 1884 bis 7. März 1887                         |
| Franz von Tresckow                        | 8. März 1887 bis 13. Dezember 1889                     |
| Adolf von Michaelis                       | 14. Dezember 1889 bis 31. März 1890                    |
| Arnold von Langenbeck                     | 1. April 1890 bis 24. Mai 1893                         |
| Bernhard von Bredow                       | 24. Mai 1893 bis 16. Juni 1897                         |
| Eric von Witzleben                        | 17. Juni 1897 bis 17. August 1898                      |
| Rudolf von Gersdorff                      | 18. August 1898 bis 11. September 1902                 |
| Konrad von der Schulenburg                | 12. September 1902 bis 20. März 1908                   |
| Leo von Kramsta                           | 21. März 1908 bis 20. Februar 1911                     |
| Egon von Schmettow                        | 21. Februar 1911 bis 1. August 1914 (Auflösung)        |
| Egon von Schmettow                        | 24. März 1919 bis 30. September 1919 (Demobilisierung) |